# Victor Aguado
Victor Manuel Aguado Malvido (Città del Messico, 1º aprile 1960) è un allenatore di calcio ed ex calciatore messicano, di ruolo portiere.

## Carriera

### Giocatore

#### Club
Ha giocato dal 1982 al 1987 nel León. Nel 1987 è stato ai Leones Negros UdeG. Ha concluso la propria carriera da calciatore nel 1992, dopo aver giocato per una stagione nel Santos Laguna.

#### Nazionale
Ha debuttato in nazionale nel 1983. Ha collezionato in totale, con la maglia della nazionale, tre presenze.

### Allenatore
Nel 2003 è diventato commissario tecnico della nazionale guatemalteca in sostituzione di Julio César Cortés. Ha guidato la nazionale guatemalteca nella CONCACAF Gold Cup 2003.